# Missão diplomática

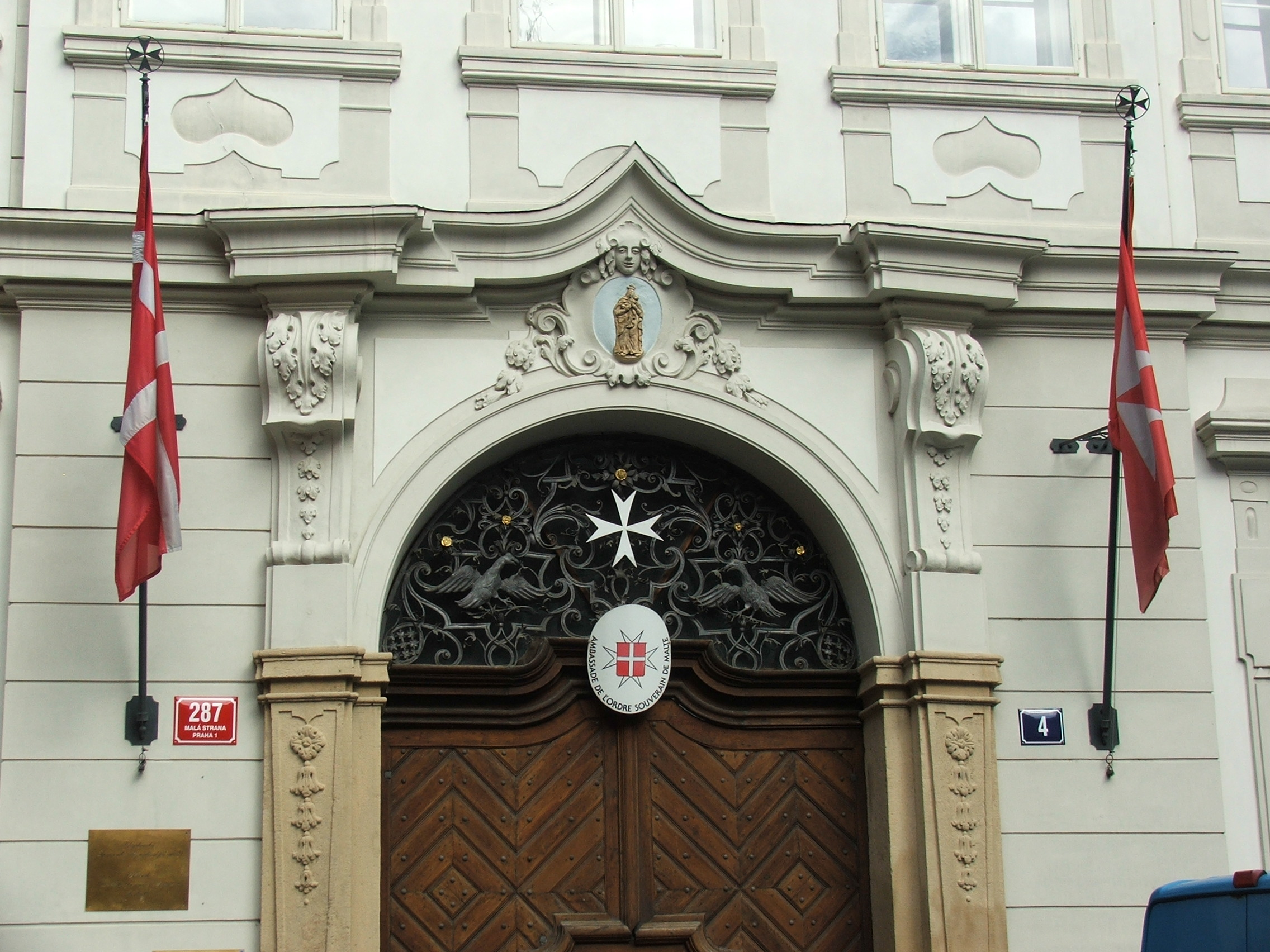
Embaixada da Ordem Soberana e Militar de Malta em Praga, República Checa.

Uma missão diplomática é o conjunto de diplomatas e de outros funcionários, de carreira ou não, encarregados de representar um Estado soberano ou uma organização internacional junto a outro estado ou organização. O Estado que envia a missão diplomática é designado "Estado acreditante" e o que a recebe e acredita é designado "Estado acreditador" ou "Estado acreditado". Hoje em dia, praticamente todas as missões diplomáticas têm a categoria de embaixada, o que faz com que os dois termos sejam praticamente equivalentes. Contudo, no passado, a maioria das missões diplomáticas tinham a categoria de legação, com a designação de "embaixada" sendo reservada às missões diplomáticas junto às grandes potências.
Atualmente, os termos "missão diplomática" e "embaixada" são usados sobretudo para se referir a uma missão permanente, ou seja, às instalações físicas da representação diplomática de um estado ou organização instalado na cidade capital de outro estado ou sede de uma organização.
Ademais de ser uma missão permanente residente junto ao país onde está localizada, a mesma missão diplomática pode servir adicionalmente como uma missão permanente não residente junto a um outro estado, ou inclusive a mais de um outro estado. Existem, assim, missões diplomáticas residentes e não residentes.

## História

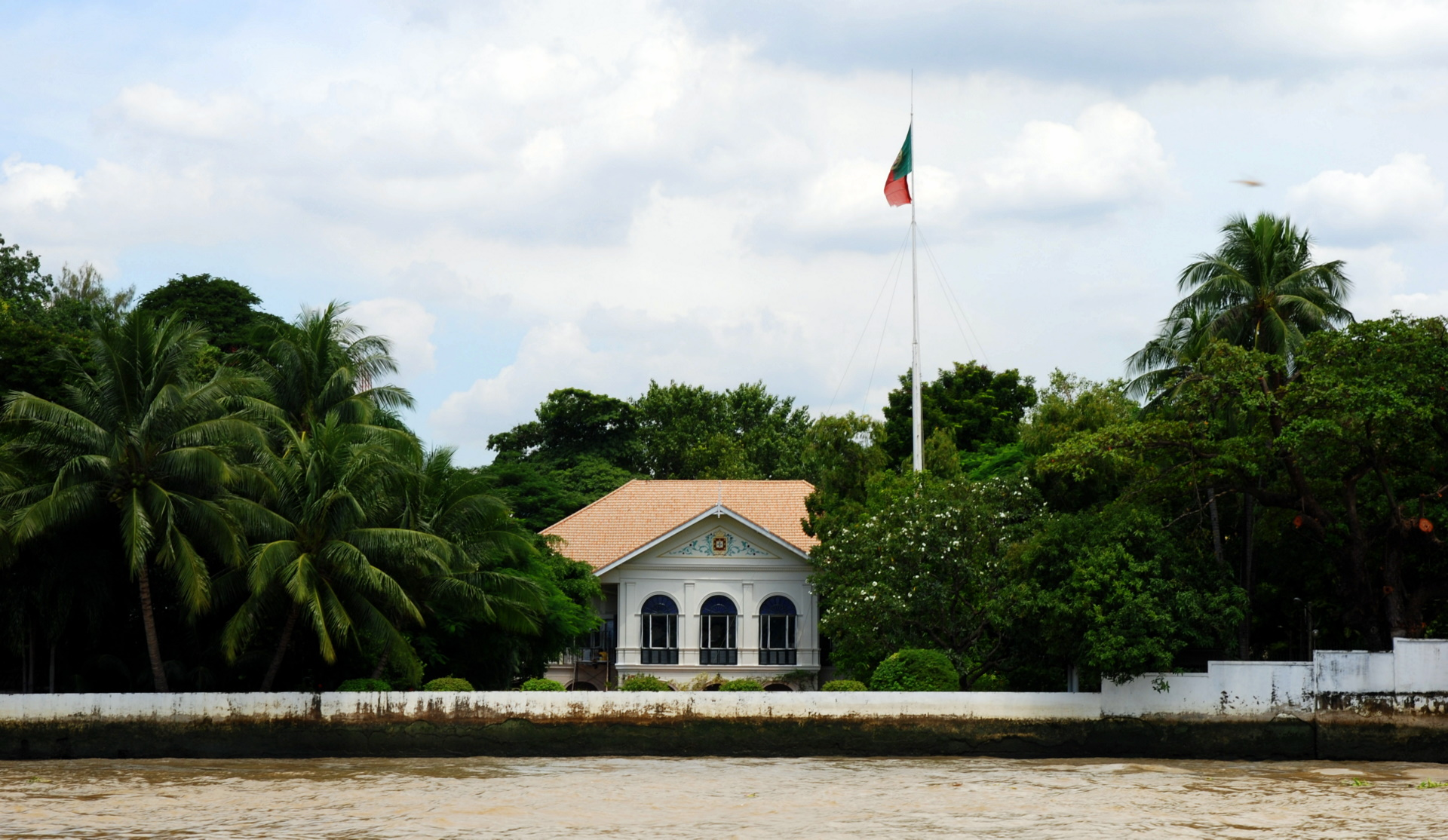
Embaixada de Portugal em Banguecoque, Tailândia.

As missões diplomáticas existem desde que existem estados. As cidades-estado gregas trocavam oradores entre si e Roma enviava legados. Em todos estes casos, as missões eram pontuais, destinando-se a cumprir uma missão específica como eram os casos de negociações políticas ou comerciais. Este sistema durou séculos, com os monarcas europeus a enviar embaixadores para negociar um território, para negociarem a paz ou para organizar relações económicas.
O atual modelo de redes de missões diplomáticas permanentes teve a sua origem no Império Bizantino. Posteriormente, no século XV, os vários estados italianos estabeleceram missões diplomáticas permanentes junto das grandes potências.
Em 1815, o Congresso de Viena uniformizou internacionalmente a classificação e o protocolo seguido pelas missões diplomáticas.
Devido ao aumento acentuado do número dos estados soberanos decorrido após a Segunda Guerra Mundial e às novas doutrinas das Nações Unidas, foi necessária a reforma das regras de relações diplomáticas de modo adaptar-se ao conjunto dos novos países.

## Designação e classificação

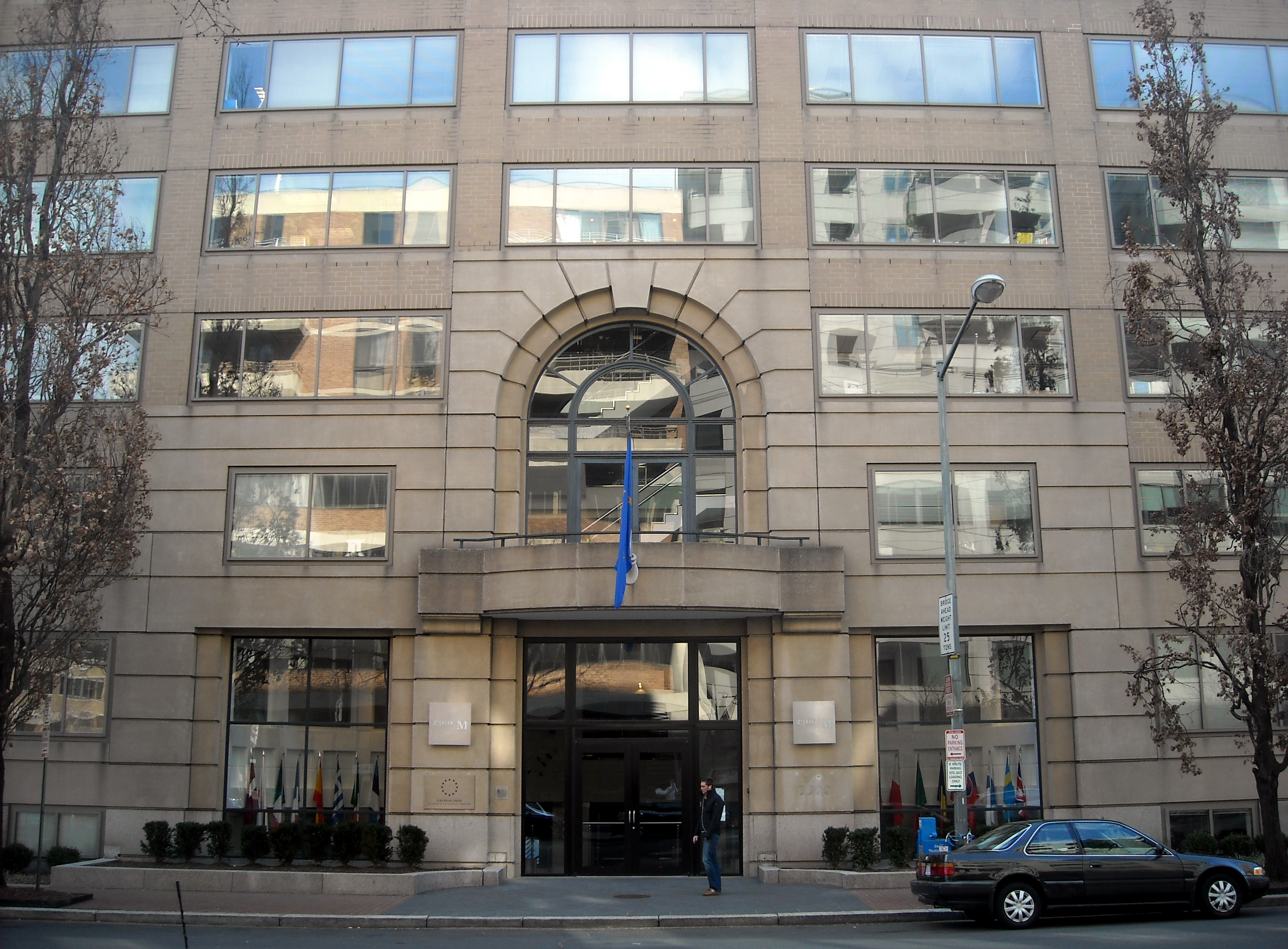
Delegação da União Europeia em Washington, EUA

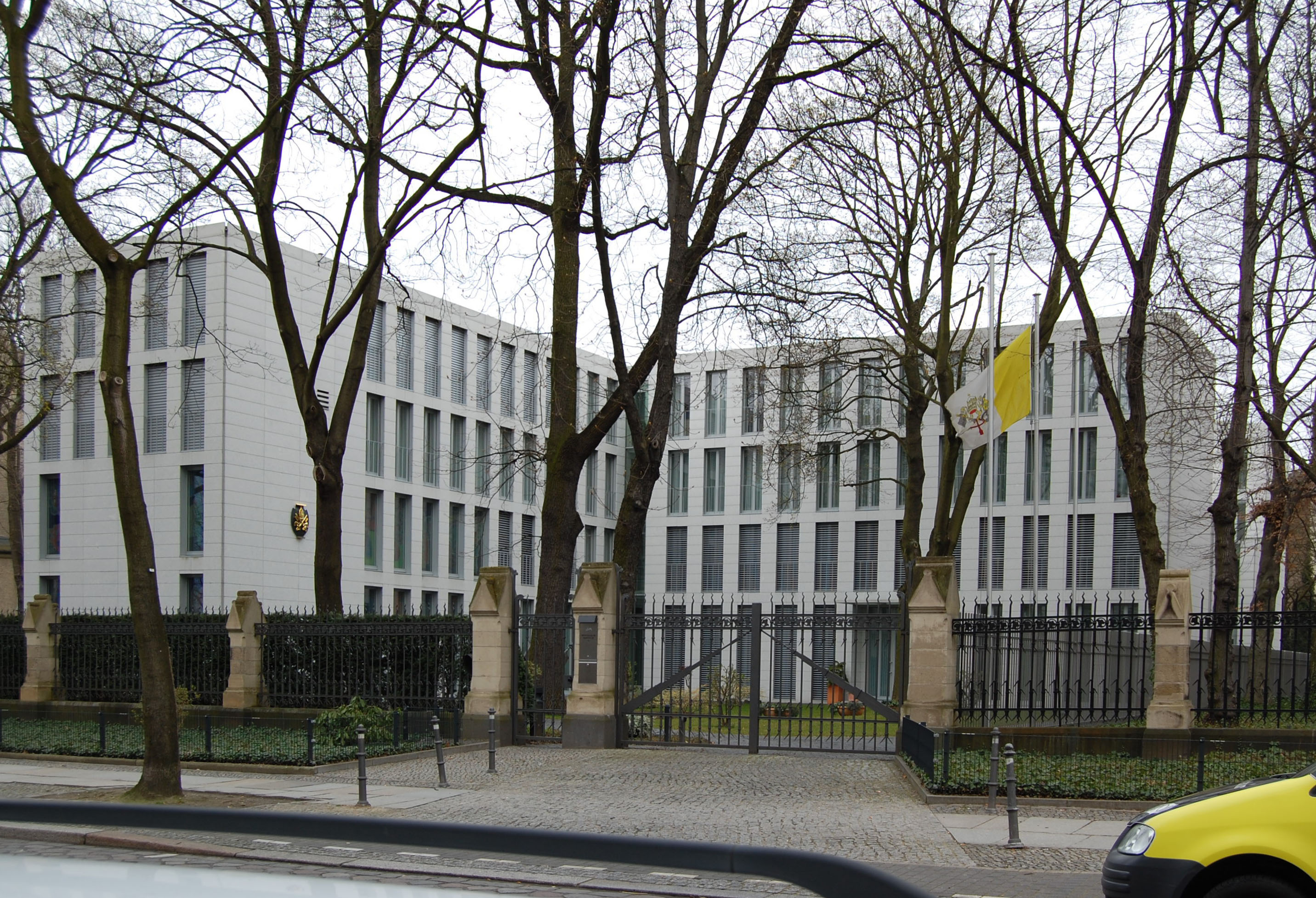
Nunciatura Apostólica em Berlim, Alemanha.

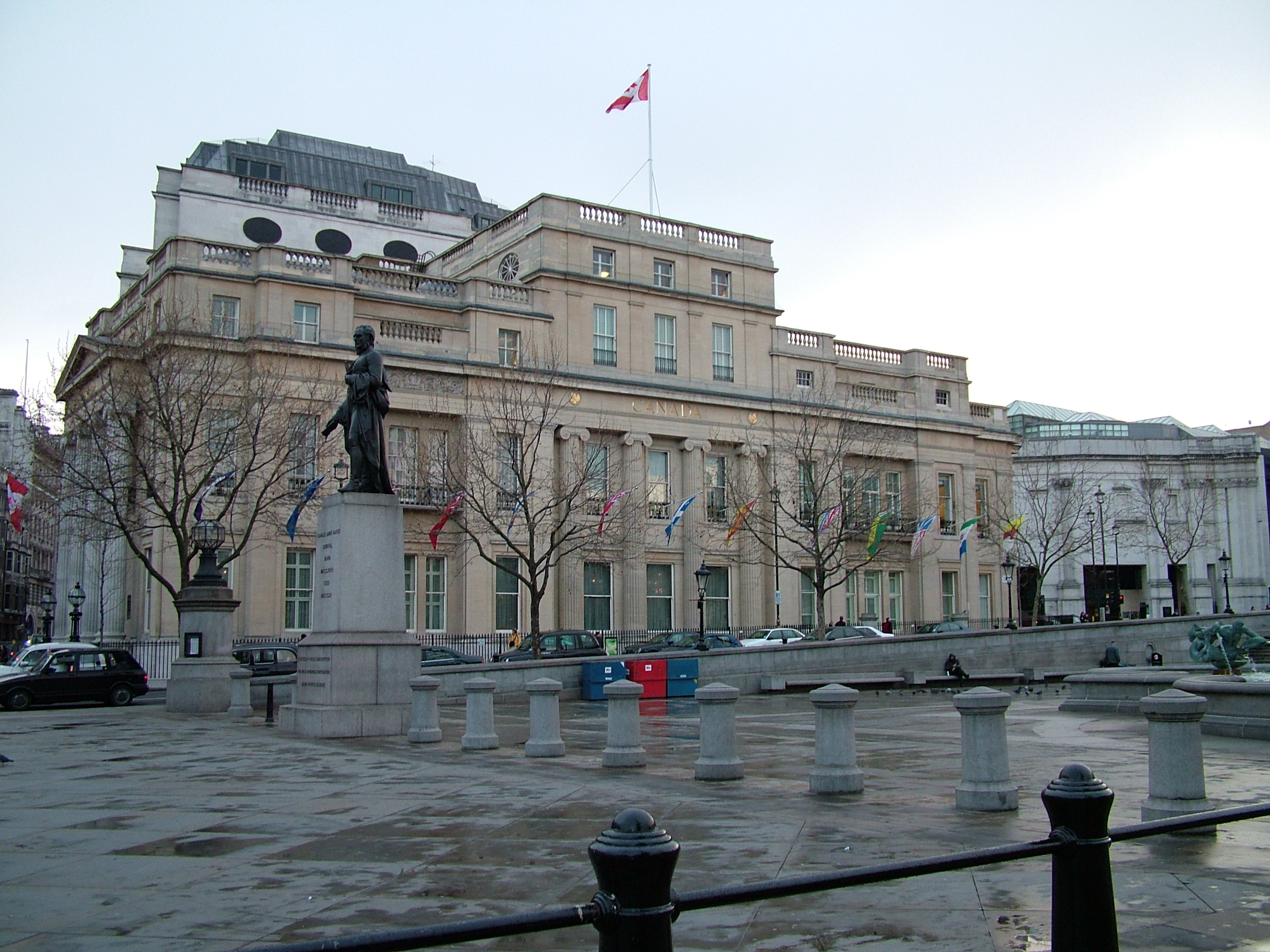
Alta-Comissão do Canadá em Londres, Reino Unido.

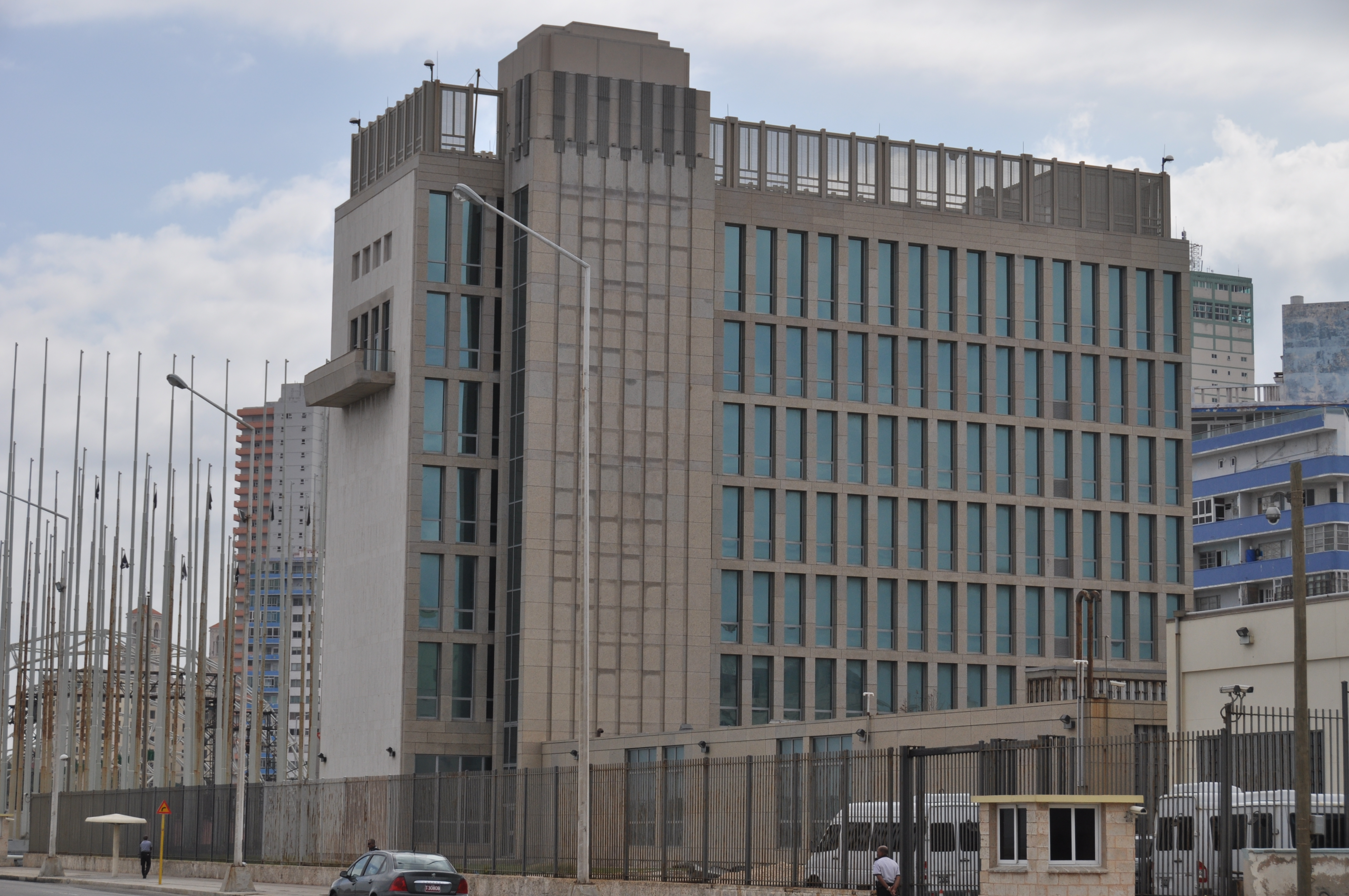
Secção de Interesses dos EUA em Havana, Cuba.

Tipicamente, uma missão diplomática permanente é referida como "embaixada", sendo o chefe de missão designado oficialmente "embaixador extraordinário e plenipotenciário" ou, abreviadamente, "embaixador".
Tecnicamente, o termo "embaixada" refere-se à delegação diplomática em si, ou seja, ao conjunto dos diplomatas e outros funcionários que a compõem. Contudo, na linguagem comum, o termo "embaixada" é usado frequentemente para se referir ao que tecnicamente é a chancelaria, ou seja, as instalações onde funcionam os escritórios do embaixador e dos restantes funcionários que formam a embaixada.
O local onde habita um embaixador é designado "residência", a qual pode estar instalada no mesmo edifício da chancelaria ou num edifício distinto. Quando a residência um embaixador se situa num local distinto da chancelaria, a mesma dispõe dos mesmos direitos de proteção diplomática que esta.
Alguns estados e organizações internacionais atribuem designações especiais às suas missões diplomáticas. Assim, todas as missões junto da ONU são designadas "missões permanentes". As missões dos vários países membros da União Europeia junto da sede mesma em Bruxelas são designadas "representações permanentes". Os chefes destas missões diplomáticas são designados "representantes permanentes". As missões da União Europeia no exterior são designadas "delegações da União Europeia". As missões diplomáticas do Vaticano são designadas "nunciaturas apostólicas", em virtude de serem chefiadas por núncios apostólicos. As missões diplomáticas da Líbia são designadas "bureaus populares" e os seus chefes de missão são designados "secretários".
As representações diplomáticas dos países da Commonwealth junto de outros países da mesma comunidade são designadas "altas-comissões" e os seus chefes de missão "altos-comissários". Isto deve-se ao fato dos países da Commonwealth não se considerarem "estrangeiros" entre si e, por isso, não considerarem apropriado o uso do termo "embaixador" para designar os seus representantes junto de outros estados da comunidade.
Até à década de 1960, a maioria das missões diplomáticas eram legações, as quais constituíam uma categoria inferior à de embaixada. Cada legação era chefiada por um ministro, que poderia ter a categoria de enviado extraordinário e ministro plenipotenciário ou a de ministro residente. Depois da Segunda Guerra Mundial, generalizou-se por parte dos vários estados, a prática de promover todas as legações à categoria de embaixada, tornando de facto obsoleta aquela categoria de missão diplomática.
Depois de 1850, os postos ou repartições consulares (consulados-gerais, consulados e vice-consulados) têm caraterísticas semelhantes - mas não exatamente idênticas - às das missões diplomáticas. De acordo com a Convenção de Viena sobre Relações Consulares, os postos consulares estão vocacionados para lidarem com os assuntos relativos às pessoas a título individual e aos assuntos comerciais, enquanto que as missões diplomáticas se focalizam nas relações políticas entre estados. Os postos consulares servem frequentemente de delegação das missões diplomáticas em locais exteriores às cidades capitais. Os diplomatas responsáveis pelos consulados-gerais, consulados e vice-consulados são designados, respetivamente, "cônsules-gerais", "cônsules" e "vice-cônsules". Quando não existe um posto consular do estado acreditado na cidade capital do estado acreditante, a missão diplomática do primeiro inclui uma secção consular para prestação dos serviços consulares.
As nações não reconhecidas internacionalmente podem ter representações externas, normalmente designadas "escritórios de representação". Estas representações funcionam de facto como autênticas embaixadas, ainda que de jure não sejam reconhecidas como tal e não disponham, portanto, do estatuto diplomático de acordo com o definido pela Convenção de Viena. Exemplos de representações deste tipo são os escritórios de representação da Autoridade Nacional Palestiniana, da República Turca do Norte de Chipre, da Somalilândia e do Saara Ocidental em vários estados, bem como o Instituto Americano em Taiwan (que representa os Estados Unidos em Taiwan).
Apesar de não serem estados soberanos, certos territórios dispõem de autonomia política para realizarem a sua própria política externa, ainda que num âmbito limitado, podendo manter representações em países estrangeiros. Exemplos desses territórios são as regiões administrativas especiais chinesas de Macau e de Hong Kong, cada uma das quais mantém delegações económicas e comerciais junto de vários estados e organizações internacionais. Estas representações podem desempenhar as funções não diplomáticas das missões diplomáticas como é o caso da promoção dos interesses comerciais e da prestação de assistência aos cidadãos desses territórios no estrangeiro. No entanto, não têm o estatuto de missões diplomáticas e o seu pessoal não tem o estatuto de diplomata. Contudo, por cortesia, os estados acreditadores podem conceder-lhes privilégios especiais, semelhantes aos de autênticas missões diplomáticas.
Ocasionalmente, apesar de estarem de relações diplomáticas formais cortadas, dois estados poderão - de mútuo acordo - manter representações um junto do outro, encarregues de assegurar relações informais entre os dois. Essas representações funcionam normalmente sob a forma de secções de interesses dos estados representados a funcionar como parte integrante de missões diplomáticas de países neutros terceiros (frequentemente a Suíça) junto dos estados acreditadores. Exemplos são a Secção de Interessses dos EUA da Embaixada da Suíça em Havana e a recíproca Secção de Interesses da República de Cuba da Embaixada da Suíça em Washington. Estas secções de interesses funcionam como embaixadas de facto dos países representados e - apesar de formalmente serem parte integrante da embaixada do país terceiro - na prática têm um funcionamento totalmente separado desta em virtualmente todos os aspetos, com excepção dos aspetos protocolares.

## Funções

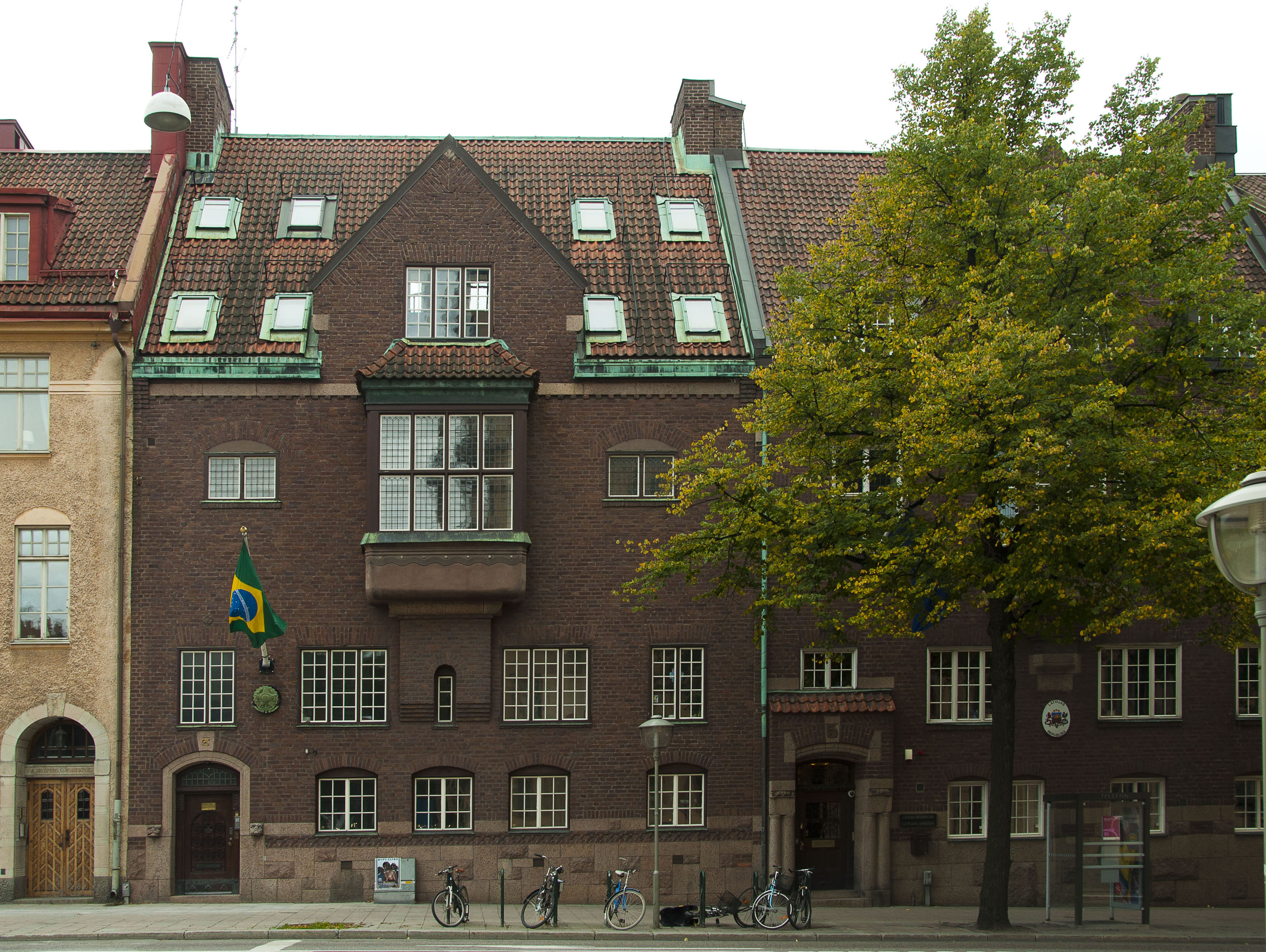
Embaixada do Brasil em Estocolmo, Suécia.

Entre as principais funções das missões diplomáticas estão a de proteger os interesses do estado acreditante e dos seus nacionais no estado acreditador, a de negociar com o estado acreditador de acordo com as instruções do governo do estado acreditante, a de recolher informações sobre o estado acreditador e reportá-las ao governo do estado acreditante, a de promover as relações de amizade entre os estados acreditante e acreditador e a de desenvolver as relações económicas, culturais, políticas e em outras áreas entre os dois estados.
Os estados membros de certas comunidades internacionais, como a União Europeia, a Commonwealth e a Comunidade dos Países de Língua Portuguesa, mantêm relações diplomáticas especiais entre si. No âmbito dessas relações especiais, geralmente espera-se que as missões diplomáticas de um estado membro façam o seu melhor para prestar apoio diplomático e consular aos nacionais de outros estados membros que não tenham representação diplomática nesse país.
Os direitos e as imunidades das missões diplomáticas estão codificados na Convenção de Viena sobre Relações Diplomáticas.
Algumas cidades albergam mais do que uma missão diplomática do mesmo estado. Um exemplo é Roma, onde muitos estados mantêm tanto a sua missão em Itália como a sua missão junto da Santa Sé. Para além destas duas, alguns estados ainda mantêm em Roma uma terceira missão diplomática junto da Organização das Nações Unidas para a Agricultura e a Alimentação (FAO), que ali está sedeada. Por outro lado, as missões diplomáticas em Roma de outros estados poderão representá-los em duas ou mesmo em todas aquelas três entidades.
Em caso de disputa diplomática com o estado acreditante, uma forma comum do estado acreditado mostrar o seu descontentamente com o primeiro é o de "chamar" ou seu embaixador. Este ato é considerado uma medida menos drástica que o corte de relações diplomáticas. Quando o seu embaixador é chamado ao seu estado, a sua missão diplomática junto do estado acreditante pode continuar a funcionar - mais ou menos normalmente - a cargo de um diplomata de menor categoria designado "encarregado de negócios". Os encarregados de negócios têm poderes mais limitados que os embaixadores e são acreditados, não junto do chefe de Estado do país acreditante, mas apenas junto do seu ministro do Exterior. Para além daqueles, existem também os encarregados de negócios ad interim, que apenas se encarregam da missão diplomática quando o embaixador de encontra de férias ou no período entre o fim da comissão de serviço de um embaixador e a chegada do seu sucessor.

## Organização

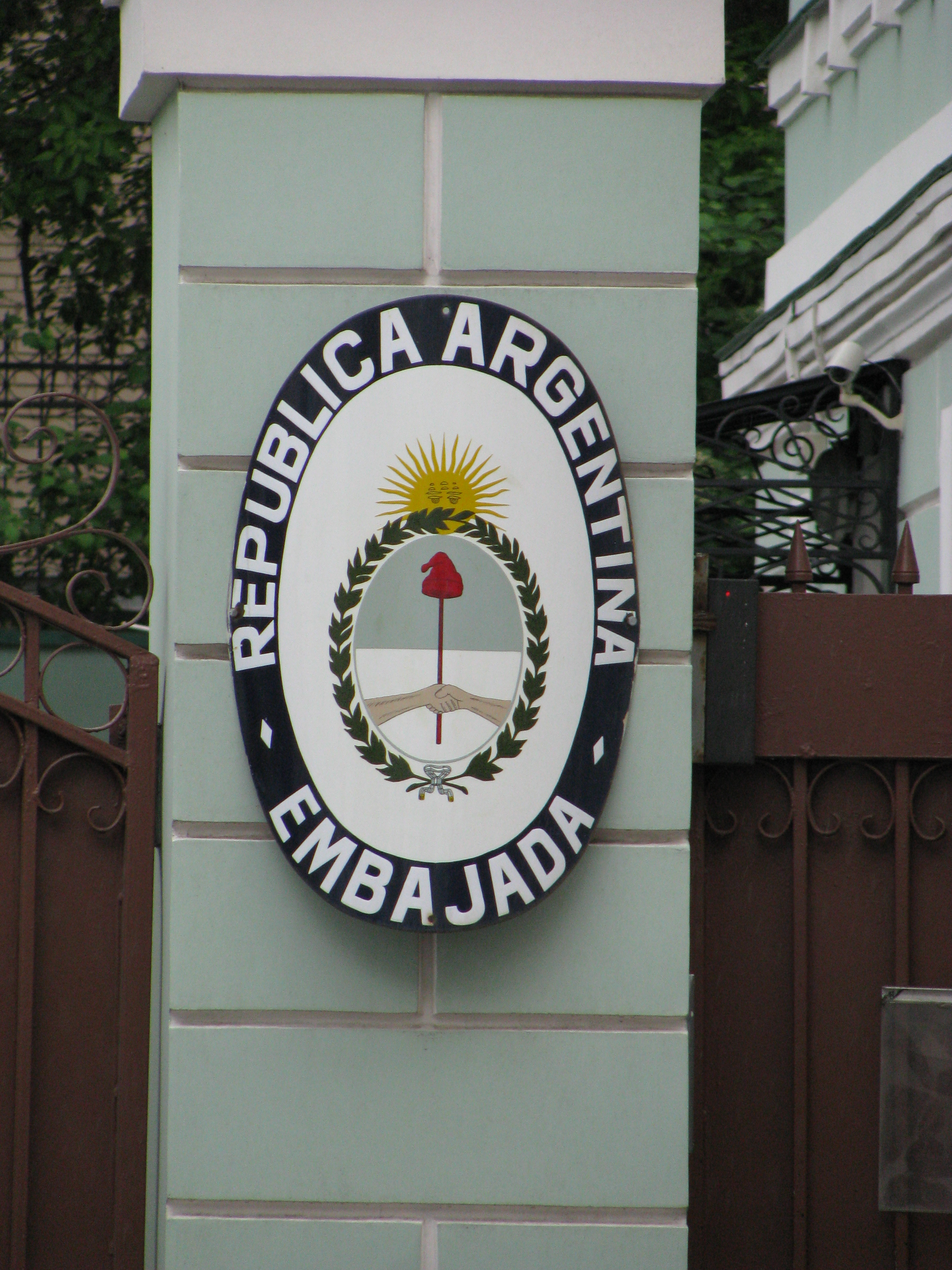
Placa de identificação da Embaixada da República Argentina em Moscovo, Rússia.

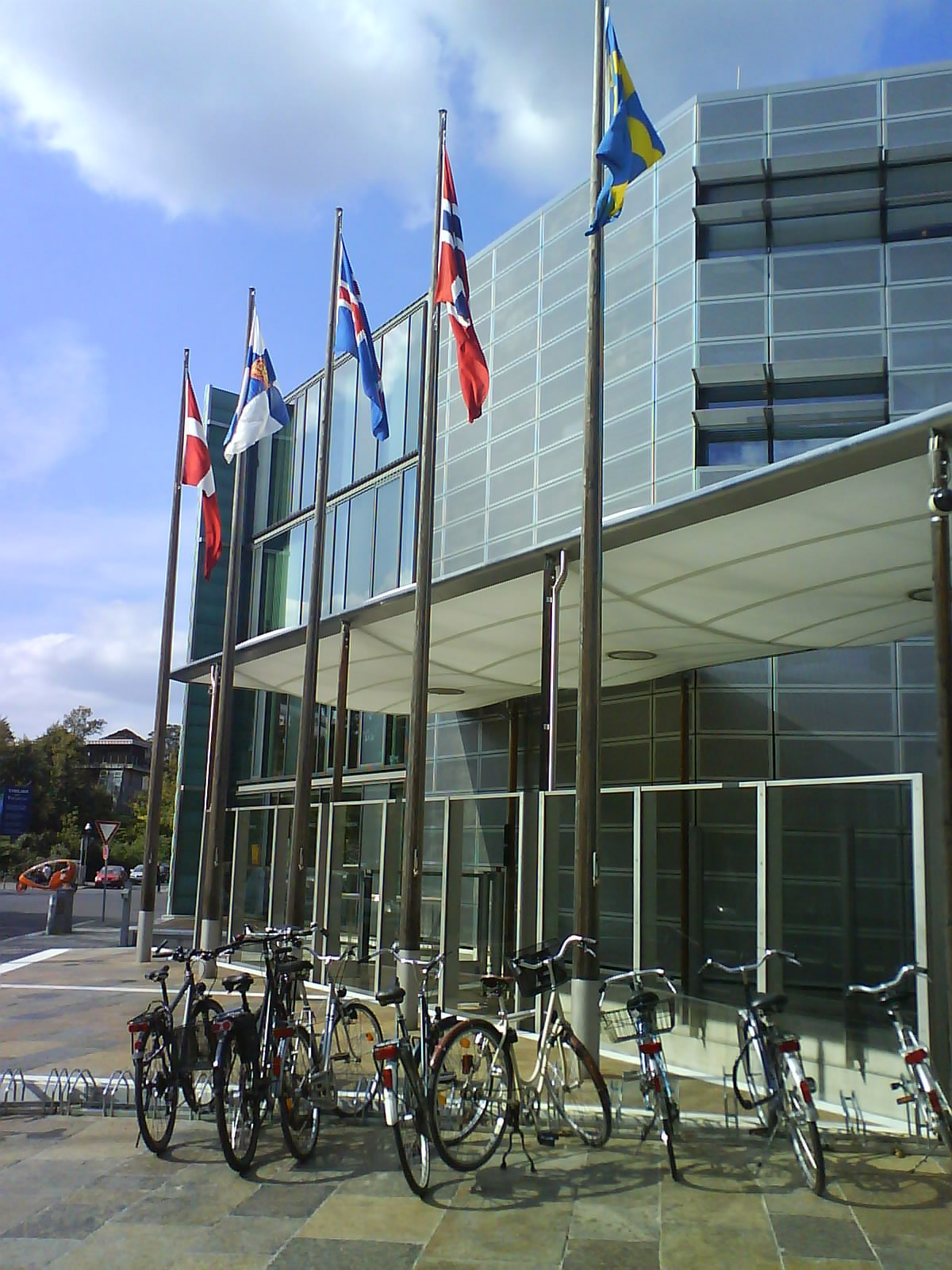
Edifício partilhado pelas embaixadas dos Países Nórdicos (Dinamarca, Finlândia, Islândia, Noruega e Suécia) em Berlim, Alemanha.

Cada missão diplomática é normalmente chefiada por um chefe de missão diplomática, nomeado pelo seu chefe de Estado e acreditado perante o chefe de Estado do país que o recebe, com poderes plenipotenciários para tratar de tudo o que interessa ao seu estado de origem no estado acreditador. Hoje em dia, a generalidade dos chefes de missão têm a categoria de embaixadores extraordinários e plenipotenciários.
Subordinados ao embaixador existe um ou mais dos seguintes diplomatas:
- Ministro-conselheiro - normalmente este posto só existe nas missões diplomáticas maiores. Desempenha a função de chefe de missão adjunto e é normalmente responsável pela coordenação dos vários serviços da chancelaria e pela supervisão do departamento político e dos serviços administrativos. Assume a função de encarregado de negócios em caso de ausência ou impedimento do chefe de missão;
- Conselheiros - quando não existe ministro-conselheiro, um dos conselheiros assume a função de chefe de missão adjunto. Frequentemente, está encarregue de um dos departamentos da missão diplomática;
- Secretários - quando não existem ministros-conselheiros nem conselheiros, podem exercer a função de chefe adjunto de missão. Normalmente chefiam ou servem de adjuntos de um departamento;
- Adidos - podem chefiar ou servir de adjuntos de um departamento.

O número de diplomatas numa missão diplomática varia bastante. Pode limitar-se a um embaixador e um único conselheiro (ou mesmo apenas um simples secretário) numa pequena embaixada, até a dezenas de diplomatas numa embaixada maior.
Subordinados ao embaixador, cada missão diplomática pode incluir um ou mais departamentos, secções, serviços ou setores especializados, cujo número e organização tem bastante a ver com o tipo de relações entre o estado acreditado e o estado acreditante ou, no caso de organizações internacionais, com o tipo de organização. Assim, se as relações culturais entre os dois estados forem fortes, o departamento cultural da missão será mais desenvolvido. Por outro lado, se existirem poucas relações culturais entre os estados, poderá nem sequer existir um departamento cultural específico na missão. Os departamentos especializados mais comuns são os políticos, os comerciais, os culturais, os de imprensa, os de defesa e os consulares.

### Departamento político
O departamento político ou diplomático de uma missão encarrega-se das relações políticas entre o estado acreditante e o estado acreditador. É formado por uma equipa de diplomatas - frequentemente dirigida pelo próprio chefe de missão diplomática ou pelo chefe adjunto - que tem por missão a de acompanhar a evolução política e social, bem como a política externa do país de residência, informando devidamente o seu governo das realidades daquele país. Compete a este departamento, nomeadamente, realizar as diligências prévias e preparar as negociações oficiais entre os dois estados.

### Secção consular
Enquanto que o departamento político se preocupa com as relações entre os dois estados, a secção consular ocupa-se dos assuntos relativos aos nacionais do estado acreditado no estado acreditante. Este departamento desempenha as mesmas funções que um consulado, prestando serviços como o recenseamento de cidadãos do estado acreditado residentes no país de acolhimento, da conceção de vistos, de registo civil, emissão de passaportes e outros.

### Serviços culturais
Estes serviços são responsáveis pela cooperação cultural e pela divulgação da cultura e língua do país de origem junto do país de acolhimento. Para além dos assuntos culturais propriamente ditos, se não existirem departamentos específicos para lidarem com os assuntos científicos e educacionais, cabem-lhe também estes assuntos. O departamento cultural é normalmente gerido por um conselheiro ou adido cultural que, frequentemente, não é um diplomata de carreira mas um funcionário delegado do ministério da Cultura ou do organismo responsável pela cooperação cultural do estado de origem. O departamento pode também incluir adidos educacionais e científicos. Frequentemente, associado ao departamento existe um ou mais centros culturais. Quando se ocupam dos assuntos educativos, os serviços culturais de uma missão diplomática podem ocupar-se da supervisão das escolas e leitorados do seu país de origem, que possam funcionar no estado acreditador.

### Departamento comercial
O departamento comercial ou económico visa dar apoio às relações económicas entre o estado acreditante e o estado acreditador. Está normalmente a cargo de um conselheiro ou adido comercial/económico que frequentemente é o delegado do ministério ou agência de comércio externo do estado de origem.

### Serviços de imprensa
Os serviços de imprensa ou de informação funcionam como uma assessoria de imprensa e serviço de relações públicas do estado de origem junto do país de acolhimento. Normalmente, são geridos por um conselheiro ou adido de imprensa.

### Adido de defesa
Este departamento ocupa-se da cooperação militar entre o estado acreditante e o estado acreditador, bem como da recolha e troca de informações militares entre os dois estados. O departamento está a cargo de um adido de defesa ou adido militar, que é um oficial das forças armadas do país de origem. Nalguns casos, em vez de existir um único adido de defesa, poderão existir adidos de exército, naval e aeronáutico separados.

## Extraterritorialidade

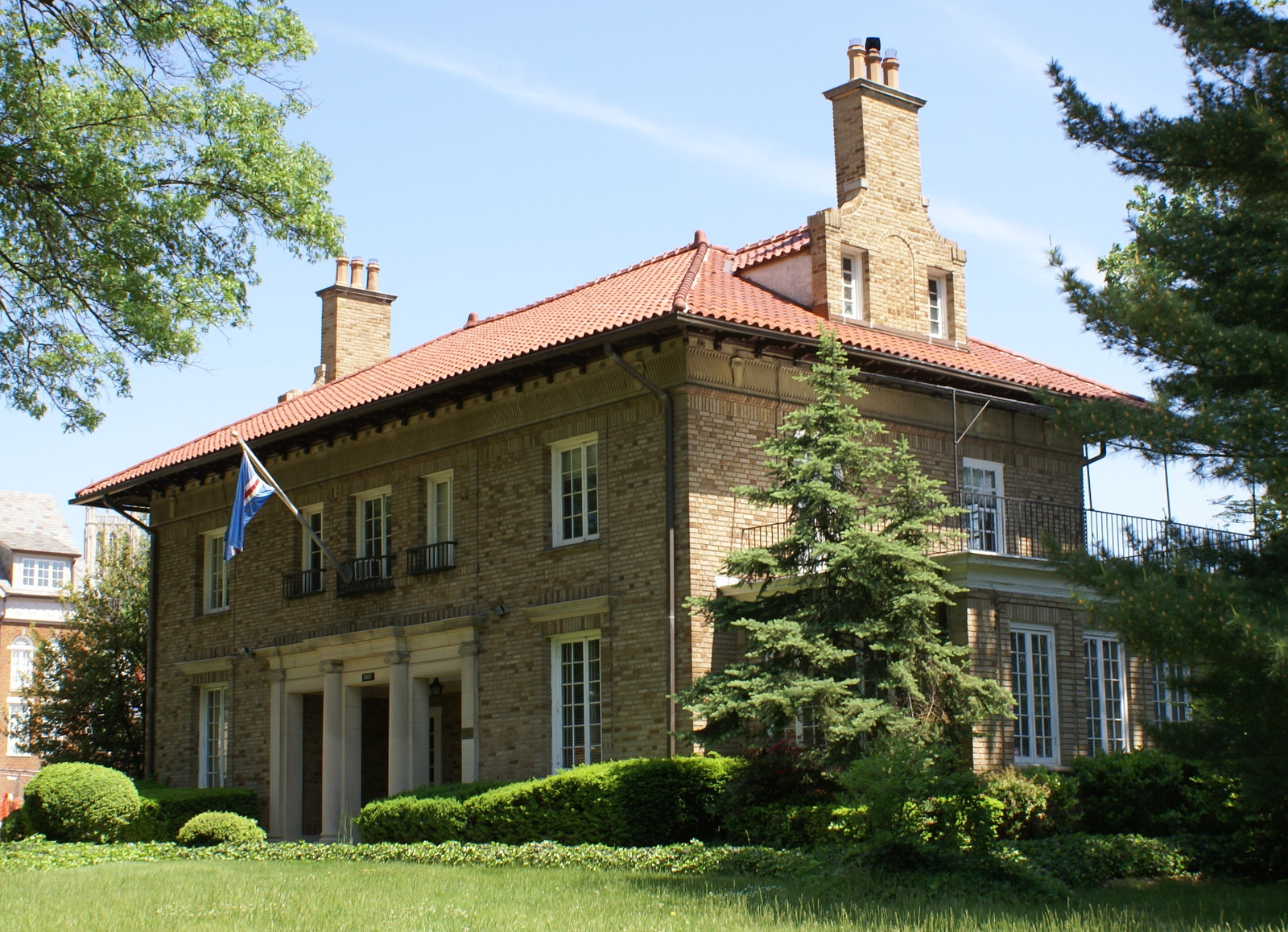
Embaixada de Cabo Verde em Washington, EUA.

Contrariamente à crença popular, as missões diplomáticas não gozam de um estatuto de extraterritorialidade nem são território sob soberania do estado acreditante. Pelo contrário, as instalações das missões diplomáticas mantêm-se sob a jurisdição do estado acreditador, apesar de lhe serem concedidos privilégios especiais pela Convenção de Viena sobre Relações Diplomáticas, como são os casos da imunidade à maioria das leis locais e da impossibilidade das autoridades do estado acreditador poderem entrar nas instalações de uma missão sem autorização do estado acreditante. O termo "extraterritorialidade" é, assim, frequentemente usado num sentido mais amplo, quando aplicado às missões diplomáticas.
Como o estado acreditador não pode entrar na missão diplomática de um estado acreditante sem a permissão deste, as embaixadas são frequentemente usadas por refugiados que pretendem fugir tanto do estado acreditador como de um país terceiro. Por exemplo, cidadãos da Coreia do Norte - os quais seriam presos e deportados da República Popular da China se fossem descobertos - têm procurado asilo em missões diplomáticas de países terceiros em Pequim. Uma vez dentro da missão, podem ser usados canais diplomáticos para resolver a situação e enviar os refugiados para o exterior do estado acreditador. Notáveis violações da extraterritorialidade de embaixadas foram os casos da Crise dos Reféns no Irão (1979-1981) e da Tomada da Residência do Embaixador do Japão em Lima (1996).